# Cyclosa donking
Cyclosa donking är en spindelart som beskrevs av Levi 1999. Cyclosa donking ingår i släktet Cyclosa och familjen hjulspindlar.
Artens utbredningsområde är Bolivia. Inga underarter finns listade i Catalogue of Life.